# Кёниг, Эвальд Август
Эвальд-Август Кёниг (König; 1833 — 1888) — немецкий беллетрист.
Большим и вполне заслуженным успехом в своё время пользовались его юмористические рассказы из военного быта: «Bei der Infanterie» (1864); «Lust und Leid im bunten Rock» (1864); «Kaserne und Wachtstube» (1865); «Unter dem Gewehr» (1865); «Platzpatronen» (1866); «Humoresken aus dem Soldatenleben» (3 изд., 1873) и др. Интересны по своей завязке и развязке его многочисленные романы и повести — детективы: «Durch Kampf zum Frieden», «Dämon Gold», «Das Kind des Wucherers»; «Das grose Loos», «Ein moderner Vampyr», «Die Tochter des Kommerdenrats» и др.